# أرسنجان
أرسنجان (بالفارسية: ارسنجان) هي مدينة تقع في إيران في البلدة المركزية. يقدر عدد سكانها بـ 17,642 نسمة وترتفع عن سطح البحر 1,638 متر.